# A Ferencvárosi TC 1922–1923-as szezonja
A Ferencvárosi TC 1922–1923-as szezonja szócikk a Ferencvárosi TC első számú férfi labdarúgócsapatának egy szezonjáról szól, mely összességében és sorozatban is a 20. idénye volt a csapatnak a magyar első osztályban. A klub fennállásának ekkor volt a 24. évfordulója.

## Mérkőzések
| Színmagyarázat | Színmagyarázat |
| -------------- | -------------- |
|                | Győzelem.      |
|                | Döntetlen.     |
|                | Vereség.       |

### Bajnokság (I. osztály) 1922–23

#### Őszi fordulók
| 1922. szeptember 3. |

| Ferencváros      | 2 – 0       | Vasas |
| ---------------- | ----------- | ----- |
| Tóth Potya Héger | Jegyzőkönyv |       |

| Üllői út, Budapest |

| 1922. szeptember 8. |

| Ferencváros | 1 – 0       | Kispest |
| ----------- | ----------- | ------- |
| Wágner      | Jegyzőkönyv |         |

| Üllői út, Budapest |

| 1922. szeptember 17. |

| Újpest | 2 – 1       | Ferencváros |
| ------ | ----------- | ----------- |
|        | Jegyzőkönyv | Pataki      |

| Megyeri út, Budapest |

| 1922. október 1. |

| Törekvés SE | 2 – 2       | Ferencváros   |
| ----------- | ----------- | ------------- |
|             | Jegyzőkönyv | Kővágó Pataki |

| Budapest |

| 1922. október 8. |

| Ferencváros | 2 – 2       | III. Kerületi TVE |
| ----------- | ----------- | ----------------- |
| Pataki      | Jegyzőkönyv |                   |

| Üllői út, Budapest |

| 1922. október 15. |

| Ferencváros   | 3 – 0       | Magyar AC |
| ------------- | ----------- | --------- |
| Kővágó Pataki | Jegyzőkönyv |           |

| Üllői út, Budapest |

| 1922. október 22. |

| Ferencváros       | 2 – 0       | Zuglói AC |
| ----------------- | ----------- | --------- |
| Tóth Potya Kővágó | Jegyzőkönyv |           |

| Üllői út, Budapest |

| 1922. október 29. |

| Ferencváros   | 2 – 0       | VAC |
| ------------- | ----------- | --- |
| Kővágó Pataki | Jegyzőkönyv |     |

| Üllői út, Budapest |

| 1922. november 5. |

| Ferencváros | 2 – 1       | Budapesti TC |
| ----------- | ----------- | ------------ |
| Kővágó      | Jegyzőkönyv |              |

| Üllői út, Budapest |

| 1922. november 12. |

| MTK | 3 – 0               | Ferencváros |
| --- | ------------------- | ----------- |
|     | (1 – 0) Jegyzőkönyv |             |

| Hungária körút, Budapest |

| 1922. november 19. |

| Ferencváros | 0 – 0               | Műegyetemi AFC |
| ----------- | ------------------- | -------------- |
|             | (0 – 0) Jegyzőkönyv |                |

| Üllői út, Budapest |

#### Tavaszi fordulók
| 1923. február 11. |

| Magyar AC | 0 – 1       | Ferencváros |
| --------- | ----------- | ----------- |
|           | Jegyzőkönyv | Tóth Potya  |

| Budapest |

| 1923. február 18. |

| Műegyetemi AFC | 0 – 1       | Ferencváros |
| -------------- | ----------- | ----------- |
|                | Jegyzőkönyv | Wiener II   |

| Üllői út, Budapest |

| 1923. február 25. |

| Zuglói AC | 0 – 2       | Ferencváros |
| --------- | ----------- | ----------- |
|           | Jegyzőkönyv | Schreiber   |

| Üllői út, Budapest |

| 1923. április 1. |

| Vasas | 1 – 1       | Ferencváros |
| ----- | ----------- | ----------- |
|       | Jegyzőkönyv | Pataki      |

| Üllői út, Budapest |

| 1923. április 15. |

| VAC | 0 – 0               | Ferencváros |
| --- | ------------------- | ----------- |
|     | (0 – 0) Jegyzőkönyv |             |

| Üllői út, Budapest |

| 1923. április 22. |

| Ferencváros | 2 – 0       | MTK |
| ----------- | ----------- | --- |
| Egri Pataki | Jegyzőkönyv |     |

| Üllői út, Budapest |

| 1923. április 29. |

| Ferencváros | 1 – 1       | Törekvés SE |
| ----------- | ----------- | ----------- |
| Egri        | Jegyzőkönyv |             |

| Üllői út, Budapest |

| 1923. május 13. |

| Budapesti TC | 3 – 3       | Ferencváros             |
| ------------ | ----------- | ----------------------- |
|              | Jegyzőkönyv | Tóth Potya Blum Kelemen |

| Üllői út, Budapest |

| 1923. május 27. |

| Ferencváros | 0 – 0               | Újpest |
| ----------- | ------------------- | ------ |
|             | (0 – 0) Jegyzőkönyv |        |

| Üllői út, Budapest |

| 1923. június 3. |

| III. Kerületi TVE | 2 – 3       | Ferencváros |
| ----------------- | ----------- | ----------- |
|                   | Jegyzőkönyv | Egri Pataki |

| Üllői út, Budapest |

| 1923. június 10. |

| Kispest | 0 – 3       | Ferencváros            |
| ------- | ----------- | ---------------------- |
|         | Jegyzőkönyv | Egri Halász Tóth Potya |

| Üllői út, Budapest |

#### A végeredmény
| #  | Csapat            | J  | Gy | D | V  | Rg | Kg | Gk  | P  | Megjegyzés |
| -- | ----------------- | -- | -- | - | -- | -- | -- | --- | -- | ---------- |
| 1  | MTK               | 22 | 17 | 3 | 2  | 61 | 15 | +46 | 37 | Bajnok     |
| 2  | Újpesti TE        | 22 | 16 | 2 | 4  | 49 | 11 | +38 | 34 |            |
| 3  | Ferencvárosi TC   | 22 | 12 | 8 | 2  | 34 | 17 | +17 | 32 |            |
| 4  | Vasas SC          | 22 | 10 | 8 | 4  | 37 | 31 | +6  | 28 |            |
| 5  | Törekvés SE       | 22 | 9  | 6 | 7  | 41 | 33 | +8  | 24 |            |
| 6  | VAC               | 22 | 7  | 7 | 8  | 24 | 28 | -4  | 21 |            |
| 7  | III. Kerületi TVE | 22 | 8  | 5 | 9  | 25 | 38 | -13 | 21 |            |
| 8  | Zuglói AC         | 22 | 7  | 5 | 10 | 20 | 31 | -11 | 19 |            |
| 9  | Budapesti TC      | 22 | 6  | 5 | 11 | 21 | 36 | -15 | 17 |            |
| 10 | Kispesti AC       | 22 | 3  | 9 | 10 | 15 | 28 | -13 | 15 |            |
| 11 | Magyar AC         | 22 | 3  | 2 | 17 | 10 | 37 | -27 | 8  | Kiesők     |
| 12 | MAFC              | 22 | 2  | 4 | 16 | 10 | 42 | -32 | 8  | Kiesők     |

### Magyar kupa 1921–22
(előzményét lásd az 1921–1922-es szezonnál)
Megismételt döntő
| 1922. augusztus 20. |

| Ferencváros | 1 – 0               | Újpest |
| ----------- | ------------------- | ------ |
| Wágner      | (0 – 0) Jegyzőkönyv |        |

| Hungária körút, Budapest |

### Magyar kupa 1922–23
| 1923. május 20. |

| III. Kerületi TVE | 2 – 3 (h. u.) | Ferencváros   |
| ----------------- | ------------- | ------------- |
|                   | Jegyzőkönyv   | Pataki Halász |

| Hungária körút, Budapest |

Elődöntő
| 1923. május 31. |

| MTK | 3 – 1       | Ferencváros |
| --- | ----------- | ----------- |
|     | Jegyzőkönyv | Kelemen     |

| Hungária körút, Budapest |

A 3. helyért
| 1923. június 17. |

| Törekvés SE | 2 – 3       | Ferencváros            |
| ----------- | ----------- | ---------------------- |
|             | Jegyzőkönyv | Pataki Schreiber Héger |

| Hungária körút, Budapest |

### Egyéb mérkőzések
| 1922. július 15. |

| Leipzig | 3 – 5       | Ferencváros                |
| ------- | ----------- | -------------------------- |
|         | Jegyzőkönyv | Héger Ivanovszky Wiener II |

| Lipcse |

| 1922. július 18. |

| Stockholm II. osztály válogatottja | 2 – 6       | Ferencváros          |
| ---------------------------------- | ----------- | -------------------- |
|                                    | Jegyzőkönyv | Schwarz Pataki Obitz |

| Stockholm |

| 1922. július 23. |

| Stockholm válogatott | 1 – 1       | Ferencváros |
| -------------------- | ----------- | ----------- |
|                      | Jegyzőkönyv | Schwarz     |

| Stockholm |

| 1922. július 24. |

| Stockholm válogatott | 2 – 2       | Ferencváros |
| -------------------- | ----------- | ----------- |
|                      | Jegyzőkönyv | Obitz Héger |

| Stockholm |

| 1922. július 30. |

| IFK Norrköping | 1 – 2       | Ferencváros        |
| -------------- | ----------- | ------------------ |
|                | Jegyzőkönyv | Ivanovszky Schwarz |

| Norrköping |

| 1922. augusztus 1. |

| Helsingborgs IF | 1 – 3       | Ferencváros |
| --------------- | ----------- | ----------- |
|                 | Jegyzőkönyv | Schwarz     |

| Helsingborg |

| 1922. augusztus 2. |

| Örgryte Göteborg | 2 – 1       | Ferencváros |
| ---------------- | ----------- | ----------- |
|                  | Jegyzőkönyv | Schwarz     |

| Göteborg |

| 1922. augusztus 4. |

| GAIS | 3 – 0       | Ferencváros |
| ---- | ----------- | ----------- |
|      | Jegyzőkönyv |             |

| Göteborg |

| 1922. augusztus 6. |

| IFK Göteborg | 0 – 1       | Ferencváros |
| ------------ | ----------- | ----------- |
|              | Jegyzőkönyv | Pataki      |

| Göteborg |

| 1922. szeptember 10. |

| Ferencváros  | 2 – 0       | Budapesti TC |
| ------------ | ----------- | ------------ |
| Wágner Héger | Jegyzőkönyv |              |

| Üllői út, Budapest |

| 1922. szeptember 24. |

| Ferencváros                 | 3 – 1       | Budapesti EAC |
| --------------------------- | ----------- | ------------- |
| Wágner Tóth Potya Wiener II | Jegyzőkönyv |               |

| Üllői út, Budapest |

| 1923. március 3. |

| FC Barcelona | 2 – 0               | Ferencváros |
| ------------ | ------------------- | ----------- |
|              | (0 – 0) Jegyzőkönyv |             |

| Barcelona |

| 1923. március 4. |

| FC Barcelona | 2 – 0       | Ferencváros |
| ------------ | ----------- | ----------- |
|              | Jegyzőkönyv |             |

| Barcelona |

| 1923. március 6. |

| Real Madrid | 2 – 2       | Ferencváros |
| ----------- | ----------- | ----------- |
|             | Jegyzőkönyv | Pataki      |

| Madrid |

| 1923. március 8. |

| Madrid válogatott | 1 – 2       | Ferencváros   |
| ----------------- | ----------- | ------------- |
|                   | Jegyzőkönyv | Pataki Kővágó |

| Madrid |

| 1923. március 11. |

| Real Sociedad | 1 – 1       | Ferencváros |
| ------------- | ----------- | ----------- |
|               | Jegyzőkönyv | Halász      |

| Donostia-San Sebastián |

| 1923. március 18. |

| Racing de Santander | 2 – 3       | Ferencváros       |
| ------------------- | ----------- | ----------------- |
|                     | Jegyzőkönyv | Pataki Tóth Potya |

| Santander |

| 1923. március 19. |

| Racing de Santander | 1 – 2       | Ferencváros   |
| ------------------- | ----------- | ------------- |
|                     | Jegyzőkönyv | Pataki Halász |

| Santander |

| 1923. április 2. |

| Hakoah Vienna | 2 – 0       | Ferencváros |
| ------------- | ----------- | ----------- |
|               | Jegyzőkönyv |             |

| Bécs |

| 1923. április 11. |

| Ferencváros            | 6 – 1       | VI. kerület |
| ---------------------- | ----------- | ----------- |
| Balassa Kelemen Izsépy | Jegyzőkönyv |             |

| Üllői út, Budapest |

| 1923. május 1. |

| Ferencváros | 0 – 1       | Vasas |
| ----------- | ----------- | ----- |
|             | Jegyzőkönyv |       |

| Üllői út, Budapest |

| 1923. május 21. |

| Ferencváros, MTK vegyes | 2 – 3               | West Ham United |
| ----------------------- | ------------------- | --------------- |
| Molnár Pataki           | (1 – 3) Jegyzőkönyv |                 |

| Üllői út, Budapest |

## Külső hivatkozások
- A csapat hivatalos honlapja (magyarul)
- Az 1922–1923-as szezon menetrendje a tempofradi.hu-n (magyarul)